# Finance du carbone
 (juin 2015).

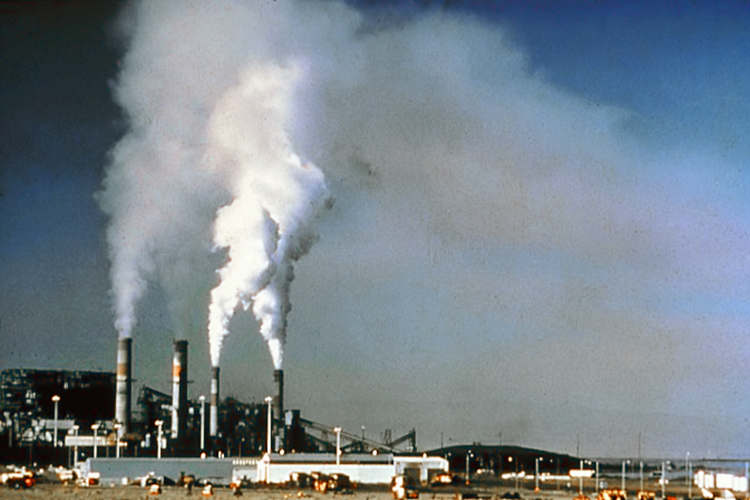
Centrale électrique de Four Corners, comté de San Juan, Nouveau-Mexique, États-Unis. Légende : "Centrale électrique, coin nord-ouest du Nouveau-Mexique. La photo a été prise avant

La finance du carbone est une branche de la finance développée, découlant des mécanismes de marché inclus dans le Protocole de Kyōto. L'objectif est de réduire dans l'atmosphère les émissions de gaz à effet de serre, en favorisant des investissements financiers dans des techniques moins polluantes.
La période d'éclosion de la finance du carbone coïncide avec la mondialisation des échanges commerciaux et le développement du commerce électronique. L'ère de l'information induite par l'usage répandu d'internet, permit l'établissement d'un réseau planétaire d'échange de crédits-carbone visant à unir les efforts menés sur l'ensemble du globe afin de combattre un problème planétaire, celui du réchauffement climatique. La finance du carbone est le fruit de la nouvelle économie qu'est l'économie du savoir.

## Principe
La finance du carbone est née d'une jonction entre les domaines de l'environnement et de l'énergie. Dans un contexte d'accroissement de la demande énergétique mondiale, ainsi que du prix des ressources naturelles, la finance du carbone a pour objectif de diminuer la dépendance aux énergies fossiles, et notamment la dépendance au pétrole. La prise de conscience de l'impact du développement humain sur l'environnement est une nécessité révélée par des changements visibles dont les impacts économiques peuvent s'avérer dommageables à la prospérité collective, et à la création de richesse à l'échelle planétaire.
Une entreprise A et une entreprise B se voient chacune attribuer par le gouvernement un quota d'émission de gaz à effet de serre. L'entreprise A n'ayant pu réduire ses émissions à un niveau voulu, devra acheter des crédits d'émission provenant d'une entreprise B, qui a investi afin de réduire ses émissions. L'entreprise B se voit financièrement récompensée pour son effort environnemental alors que l'entreprise A, se voit pénalisé selon le principe du pollueur-payeur.
Les mécanismes de la finance du carbone permettent un résultat global à un coût inférieur à ce qui aurait été requis pour des investissements dans des secteurs où les technologies propres sont moins développées ou plus dispendieuses.
Il existe plusieurs bourses du carbone : l'IntercontinentalExchange, ainsi que l'European Climate Exchange. La Bourse de Montréal a lancé son marché climatique en 2007.
Selon la Banque mondiale, la valeur du marché du carbone était de 11 milliards de dollar US en 2005, la première année de négociation du EU ETS. Le marché est évalué à 30 milliards de dollars pour l'année 2006, et est estimé à 60 milliards de dollars pour l'année 2007. Le marché du carbone est un des secteurs connaissant la plus forte croissance. D'ici 2020, le marché mondial du carbone pourrait atteindre 565 milliards de dollars US selon Point Carbon, une entreprise de recherche spécialisée d'Oslo.

## Changements climatiques
Selon le GIEC, les émissions de carbone, venant principalement des énergies fossiles, doivent être stabilisées d'ici 2015 et ensuite réduites. Faute de quoi, les conséquences pourraient être désastreuses, selon l'ancien président du GIEC, Rajendra Kumar Pachauri. Déjà, dans la situation actuelle, dès 2020, entre 75 et 250 millions de personnes en Afrique souffriront de pénurie d'eau, les habitants des mégapoles d'Asie seront menacés par les inondations des rivières et de la hausse du niveau de la mer, nombre d'espèces vont disparaître en Europe, et l'Amérique connaîtra des vagues de chaleur torrides. La conférence de l'ONU organisée à Bali, en Indonésie du 3 au 14 décembre 2007, doit lancer les négociations pour un nouvel accord international sur la réduction des gaz à effet de serre, en remplacement du protocole de Kyoto, expirant en 2012.

## Fonctionnement et chiffres clés
La finance du carbone repose principalement sur deux grands types de mécanismes : les marchés réglementés (ou obligatoires) et les marchés volontaires. Le plus important à l’échelle mondiale est le Système d’échange de quotas d’émission de l’Union européenne (EU ETS), créé en 2005. Il fixe un plafond global d’émissions autorisées, réparti en quotas que les entreprises doivent restituer en fonction de leurs émissions réelles. Ces quotas peuvent être échangés sur le marché secondaire.
D’autres systèmes similaires existent à l’échelle nationale ou régionale : le California Cap-and-Trade Program, le marché sud-coréen (KETS), ou encore le marché chinois lancé officiellement en 2021 pour le secteur électrique.
Les marchés volontaires permettent quant à eux à des entreprises ou particuliers de financer des projets de réduction ou de séquestration de carbone (reforestation, méthanisation, etc.) sans y être légalement contraints.
En 2023, le volume total d’échanges sur les marchés mondiaux du carbone a été estimé à plus de 880 milliards d’euros, avec un prix moyen de la tonne de CO₂ autour de 83 €/tCO₂ sur le marché européen,.
Les principaux acteurs de ces marchés sont :
- Les entités soumises à des obligations d’achat ou de restitution de quotas (centrales électriques, cimenteries, aciéries) ;
- Les régulateurs publics et agences environnementales ;
- Les intermédiaires financiers (bourses, courtiers, banques d’investissement) facilitant les échanges ;
- Les développeurs de projets dans les marchés volontaires.

Malgré leur popularité croissante, ces instruments sont parfois critiqués pour leur complexité, leur sensibilité à la spéculation et leur efficacité limitée à court terme. Des dispositifs complémentaires comme la taxe carbone, ou des mécanismes hybrides, sont envisagés pour en améliorer la performance environnementale.